# Hanns Winter (Politiker)
Hanns Winter, auch Hans Winter (* 13. Februar 1922; † 13. August 2013 in Detmold) war ein deutscher Verwaltungsbeamter und Politiker.

## Leben
Hanns Winter arbeitete als Dezernent für Wohnungsbau bis 1962 beim Regierungspräsidenten in Düsseldorf und war anschließend beim Regierungspräsidenten Detmold zuständig für die Bereiche Kommunalaufsicht, Staatshochbau und Städtebau.
Von Dezember 1970 bis Juni 1980 war er Regierungsvizepräsident bei der Regierung in Detmold. Von Januar bis April 1973 war Winter in einer Phase der kommunalen Neugliederung Staatskommissar der Stadt Bielefeld und nahm auch die Funktion des Oberbürgermeisters wahr. Von 1978 bis 1979 amtierte er kommissarisch als Interimspräsident bis zur Amtsübernahme von Walter Stich. Von 1980 bis 1985 amtierte er als Staatssekretär im Ministerium für Landes- und Stadtentwicklung des Landes Nordrhein-Westfalen. Nach seiner Pensionierung war er u. a. 1986  1. Vorsitzender des Vereins zur Förderung des Landestheaters Detmold. Hanns Winter starb am 13. August 2013 in Detmold.

## Ehrungen
- 1973: Verdienstkreuz 1. Klasse der Bundesrepublik Deutschland
- 1982: Großes Verdienstkreuz der Bundesrepublik Deutschland
- 1985: Großes Verdienstkreuz mit Stern der Bundesrepublik Deutschland